# Microcaecilia taylori
Espèce
Statut de conservation UICN

 LC  : Préoccupation mineure
Microcaecilia taylori est une espèce de gymnophiones de la famille des Siphonopidae.

## Répartition
Cette espèce se rencontre dans le sud du Suriname et au Pará au Brésil.
Sa présence est incertaine au Guyana.

## Étymologie
Cette espèce est nommée en l'honneur d'Edward Harrison Taylor.

## Publication originale
- Nussbaum & Hoogmoed, 1979 : Surinam caecilians, with notes on Rhinatrema bivittatum and the description of a new species of Microcaecilia (Amphibia, Gymnophiona). Zoologische Mededelingen, Leiden, vol. 54, p. 217-235 (texte intégral).